# 第一次牛奔河戰役
第一次牛奔河戰役（英語：First Battle of Bull Run）也称第一次馬納沙斯戰役（英語：First Battle of Manassas）於1861年7月21日發生在維吉尼亞的馬納沙斯和牛奔河附近，于华盛顿西南偏南约30英里，是南北戰爭中的第一場重大戰役。联盟军（南军）在石牆傑克森卓越的指揮下粉碎了聯邦軍（北军）劍指里士满的攻勢。十三個月後石牆傑克森在同一地點的第二次馬納沙斯之役中再次大敗聯邦軍。
聯邦軍的指揮官為准将，总人數約為28,000人。联盟軍由畢瑞嘉准将和准将指挥，总人數超過30,000人。双方各自有大约18,000名缺乏训练和缺少指挥的部队投入了战斗，最终以联邦军的溃败结束。

## 戰前

### 聯邦軍
麥克道威就任東北維吉尼亞軍團司令，負責維吉尼亞州東北部的戰事。麥克道威急於想先打一場勝仗，遂於1861年7月16日率軍離開華盛頓特區，進入維吉尼亞州邊境。

### 邦聯軍隊
距離華盛頓特區25哩──即是在马纳萨斯章克申──的畢瑞嘉将军召集了21,883人備戰；而在，北軍軍官正領導其18,000人與约翰斯顿的10,349人交戰，以免約瑟夫的大軍能和畢瑞嘉會合。

## 戰事
2日後，麥克道威派丹尼爾·泰勒去攻擊畢瑞嘉的右翼，但未能成功；麦克道尔就決定嘗試攻擊畢瑞嘉的左翼，又派了最少三個師留守原地，方便以後可以出乎意料的從後方突擊敵人。但這時麦克道尔已經浪費了很多時間，使约翰斯顿的雪倫多亞軍團得以與畢瑞嘉會合。
在19至20日間，更多的援助趕到普林，使普林的南軍總數達32,230人；北軍則只有28,450人。
將軍和將軍於21日率軍攻擊南軍左翼，得到成功，南軍紛紛逃離馬修山，此時傑克森和他的維吉尼亞軍團趕到，南軍一名軍官鼓勵士兵說，傑克森如石牆般屹立不倒，石牆傑克森由此而得名。北軍在大砲的掩護下推進，雙方開火，第一旅在傑克森的下令後就衝鋒殺敵，一舉把北軍打敗。
在华盛顿，林肯总统和内阁成员等待联邦获胜的消息。恰恰相反的是，他们收到了一封电报，称“麦克道威尔将军的军队正在通过森特维尔全面撤退。今日已败。保佑华盛顿及此军之余力。”在联盟国首都，气氛则欢快许多。戴维斯总统在战场上给里士满发了电报，“我们已经赢得了一场光荣而珍贵的胜利。夜幕降临于敌，全速追击。” 

## 后果和影响
这场战役是由经验不足的军官领导的相对庞大、缺乏训练的新兵之间的冲突。两位指挥官都无法有效部署他的部队。尽管有近60,000人参加了战斗，但实际上双方只有18,000人交战。
约翰斯顿决定用铁路将他的步兵运送到战场，这对联盟的胜利发挥了重要作用。虽然火车很慢、车子不足，无法一次运送大量军队，但他的军队几乎都及时赶到，参加了战斗。到达马纳萨斯枢纽后，约翰斯顿将战场指挥权交给了博勒加德，但他向战场派遣增援部队的举措是决定性的。杰克逊和比的旅在战役中参与了最多的战斗。杰克逊的旅几乎独自战斗了四个小时，伤亡超过50%。
第一次奔牛河之战是当时美国历史上规模最大、最血腥的战役。联邦军伤亡人数为 460 人，1,124 人受伤，1,312 人失踪或被俘；联盟军伤亡人数为 387 人，1,582 人受伤，13 人失踪。 联邦的战死者中有詹姆斯·卡梅隆上校，他是林肯内阁战争部长西蒙·卡梅伦的兄弟。邦联的伤亡人员中有弗朗西斯·巴托上校(Francis S. Bartow)，他是第一位在内战中阵亡的邦联旅级指挥官。小巴纳德·埃利奥特·比将军受了致命伤，在次日死亡。 
和后来的战斗相比，第一次牛奔河战役的伤亡不算特别惨重。联邦和联盟阵亡、受伤和失踪的人数各略超过 1700 人。两名联盟军旅级指挥官杰克逊和埃德蒙·柯比-史密斯在战斗中受伤。杰克逊手部中弹。联邦军中，团级以上的联邦军官无人阵亡，两名师长（塞缪尔·海因策尔曼和大卫·亨特）和一名旅长（奥兰多·威尔科克斯）受伤。

### 对联邦的影响

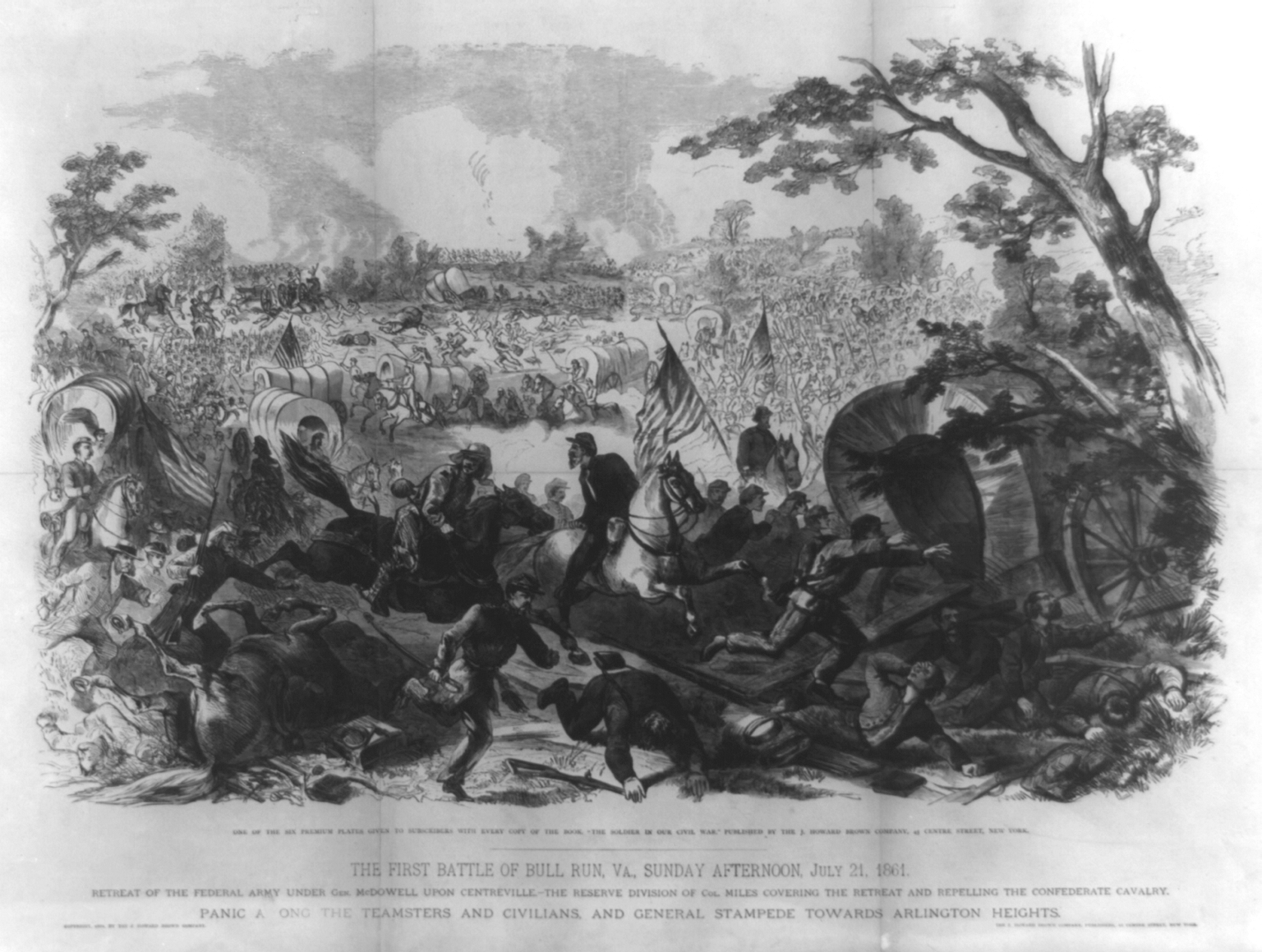
撤退的聯邦士兵與衝鋒的邦聯騎兵

北方民众对他们的军队出人意料的失败感到震惊，因为人们普遍预计他们会在战斗中轻松获胜。双方都很快意识到，这场战争会比他们想象的更漫长、更残酷。7月22日，林肯总统签署了一项法案，规定再招募500,000名士兵，服役期最长至三年。
在第一次牛奔河之战三个月后，联邦军队在弗吉尼亚州利斯堡附近的利斯堡之战中又遭遇了一次较小的失败。在这两场战斗体现出的军事无能导致了战争行为联合委员会的成立，这是一个为调查北方军事事务而成立的国会机构。关于第一次牛奔河之战，委员会听取了与麦克道尔军队有关的各种证人的证词。尽管委员会的报告得出结论认为，失败的主要原因是帕特森未能阻止约翰斯顿增援博勒加德，但帕特森在战斗结束几天后就服役期满了。北方公众吵着要另一个替罪羊，麦克道尔承担了主要责任。7月25日，麦克道尔被解除了指挥官的职务，由麦克莱伦少将接任。很快麦克莱伦被任命为联邦军总司令。在13个月后的第二次马纳萨斯战役中，约翰·波普少将指挥的联邦军弗吉尼亚军团再次被罗伯特·李将军指挥的北弗吉尼亚军团击败。

### 对联盟的影响
联盟内部的反应更为平缓。南方人意识到，尽管他们取得了胜利，但不可避免的更大的战斗也意味着他们将承受更大的损失，所以几乎没有进行公开庆祝。胜利的喜悦消退后，杰斐逊·戴维斯总统号召增加400,000名志愿兵。
这场战斗还产生了长期的心理后果。决定性的胜利导致联盟军队在一定程度上过度自信。事后看来，双方的评论者一致认为，战役的片面结果是“带给联盟的最大不幸”。尽管现代历史学家普遍同意这种解释，但詹姆斯·M·麦克弗森认为，联盟军在胜利后获得的“军团精神”，以及北方指挥官感受到的不安全感，也在接下来的几个月里给联盟军带来了军事优势。

### “牛奔河”还是“马纳萨斯”
自 1861 年以来，这场战斗的名称一直引起争议。联邦军经常以在战斗中发挥作用的重要河流和小溪来命名战斗；联盟军通常使用附近城镇或农场的名称。美国国家公园管理局使用了联盟军的习惯命名了其国家战场公园，但联邦军的命名（牛奔河）在通俗文学中也广为流传。 

### 战旗之间的混淆
相似的战旗导致了战场上的混乱。联盟军的“星杠旗”与联邦军的“星条旗”在飘扬时十分相似。这促使了邦联战旗的采用，邦联旗也最终成为了联盟国的流行标志和南方的象征。

## 電影
- 戰地中聲（戰役風雲）

## 战场地图

第一次牛奔河战役战场地图
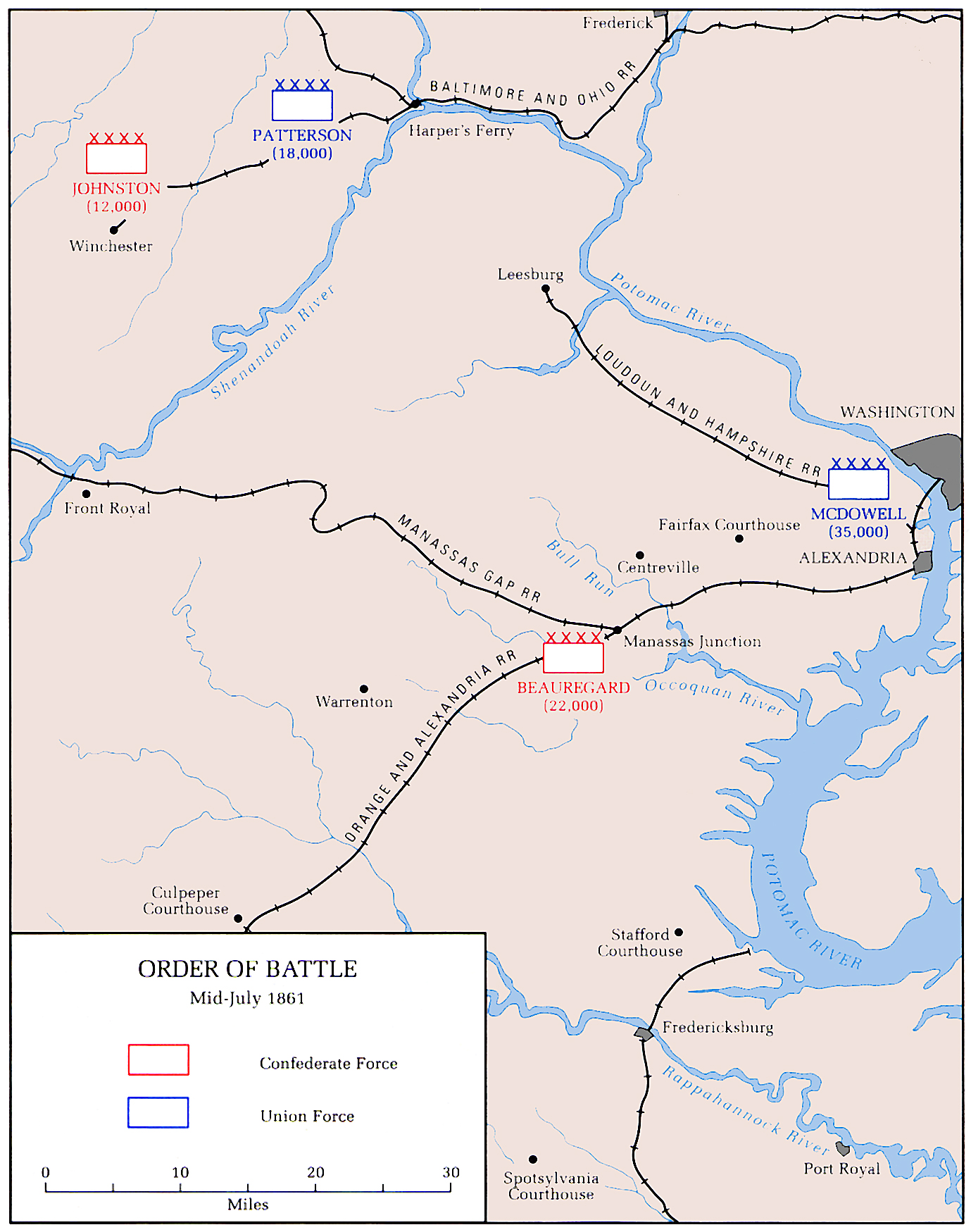
图1：1861年7月中旬的情况
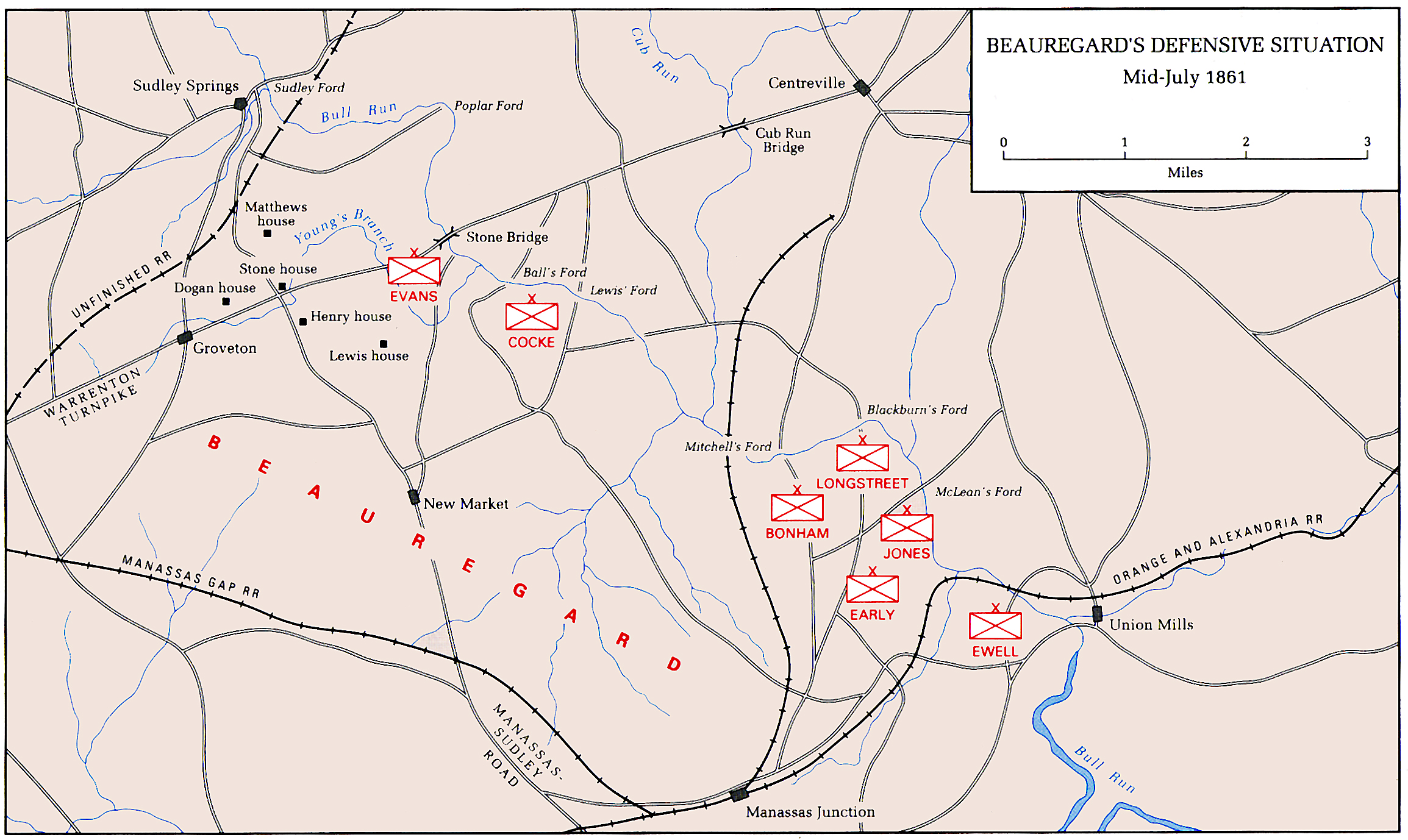
图2：Beauregards防守(1861年7月中旬)
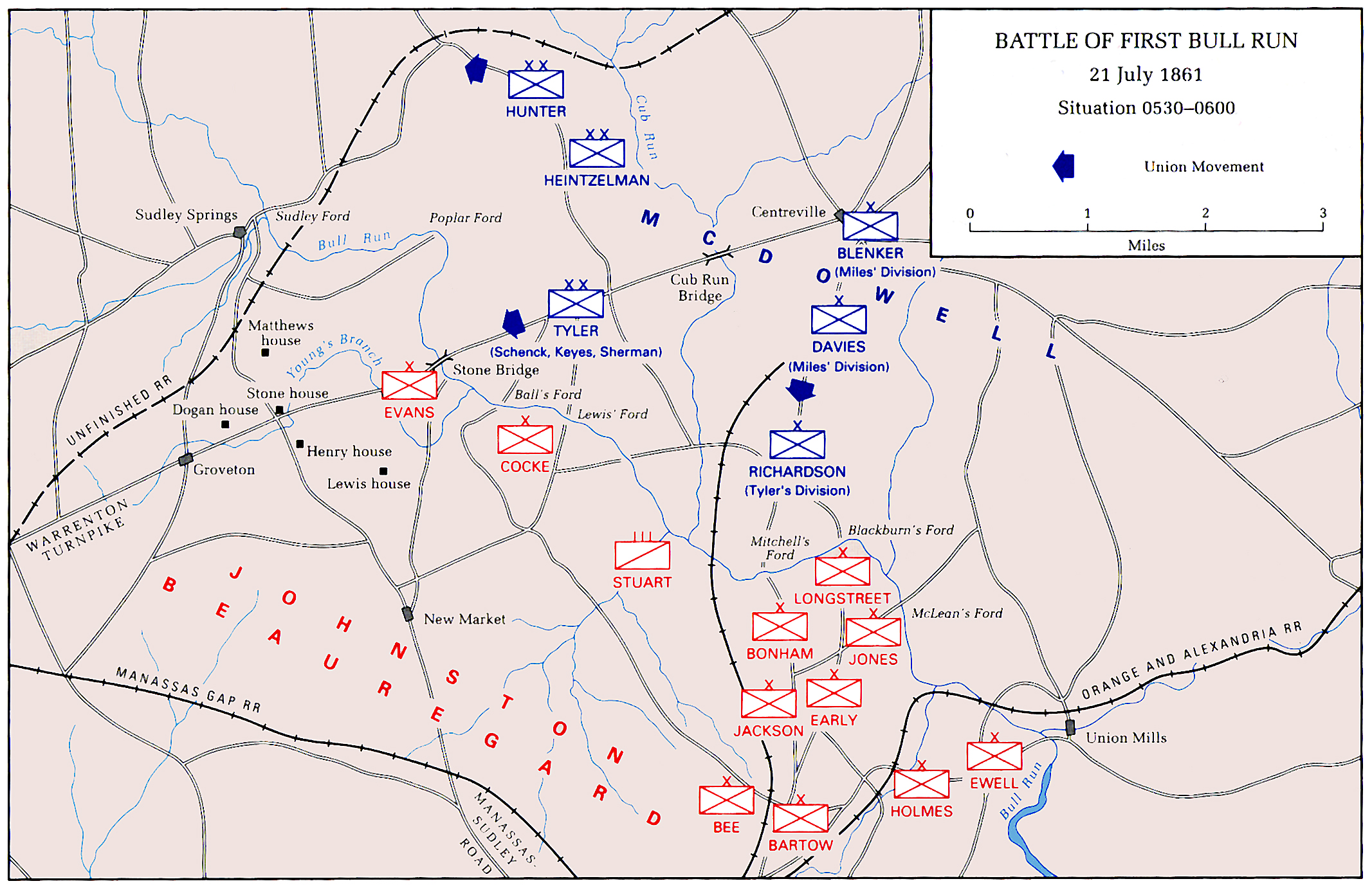
图3：05:30–06:00战况(1861年7月21日)
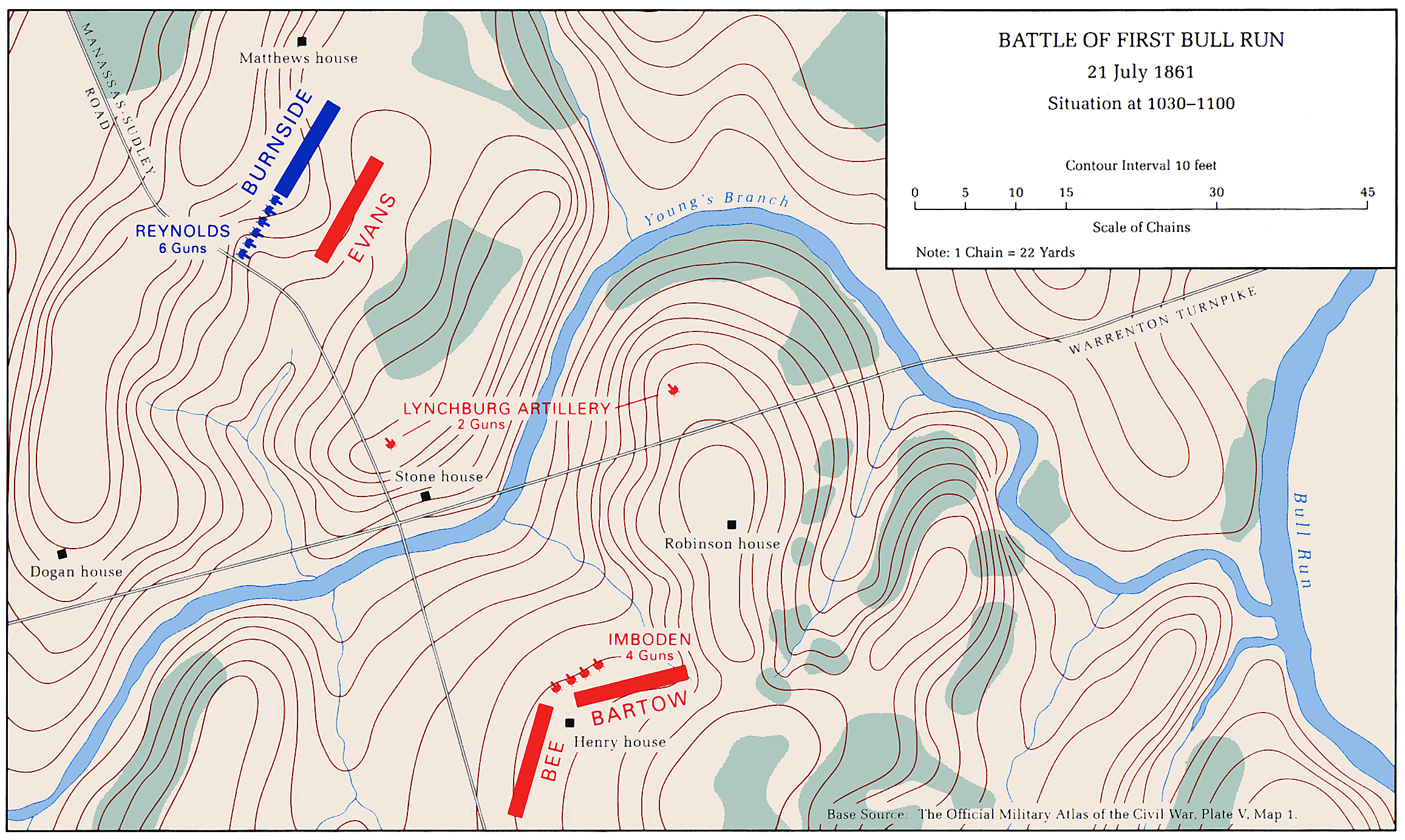
图4：10:30–11:00战况(1861年7月21日)
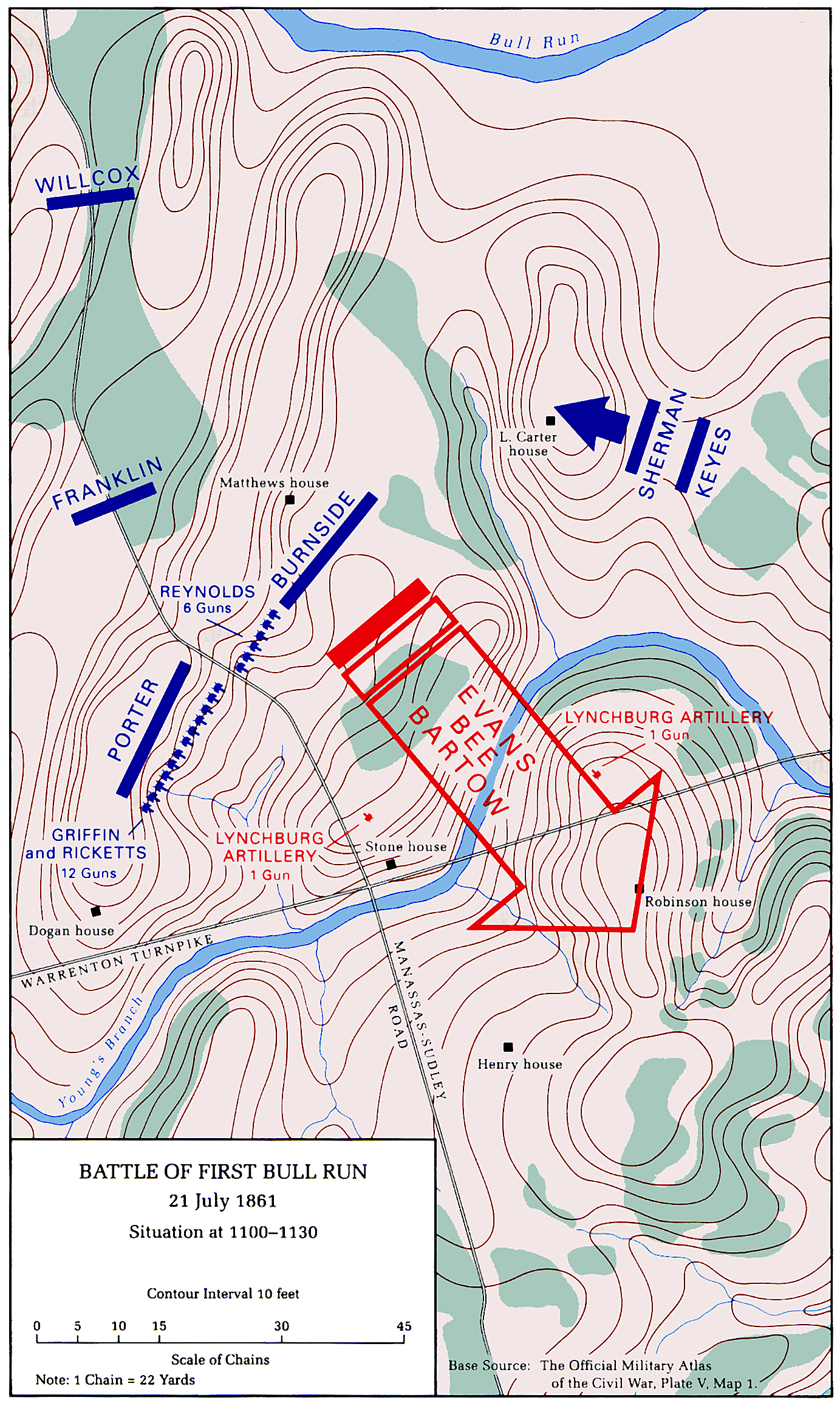
图5：11:00–11:30战况(1861年7月21日)
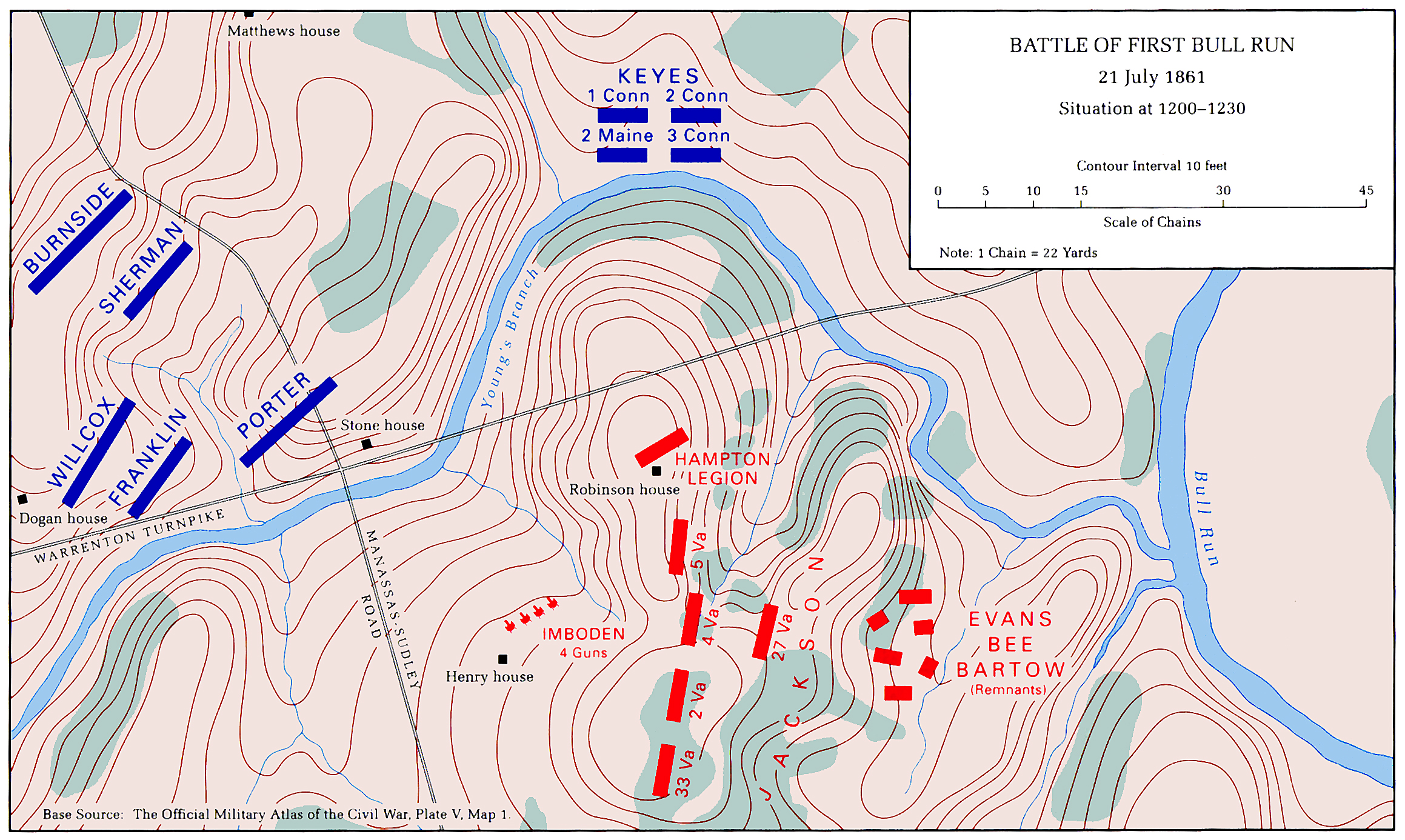
图6：12:00–12:30战况(1861年7月21日)
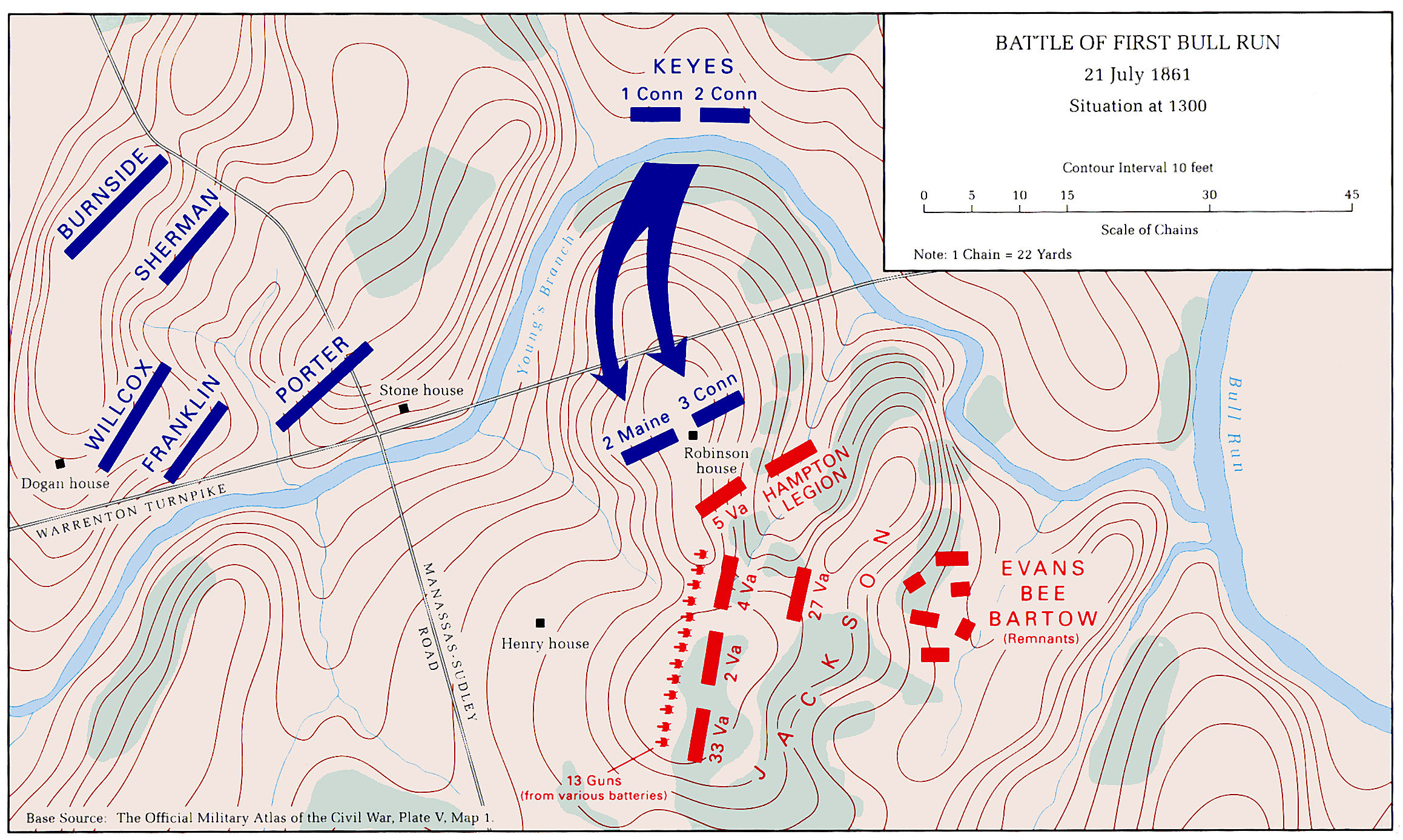
图7：13:00战况(1861年7月21日)
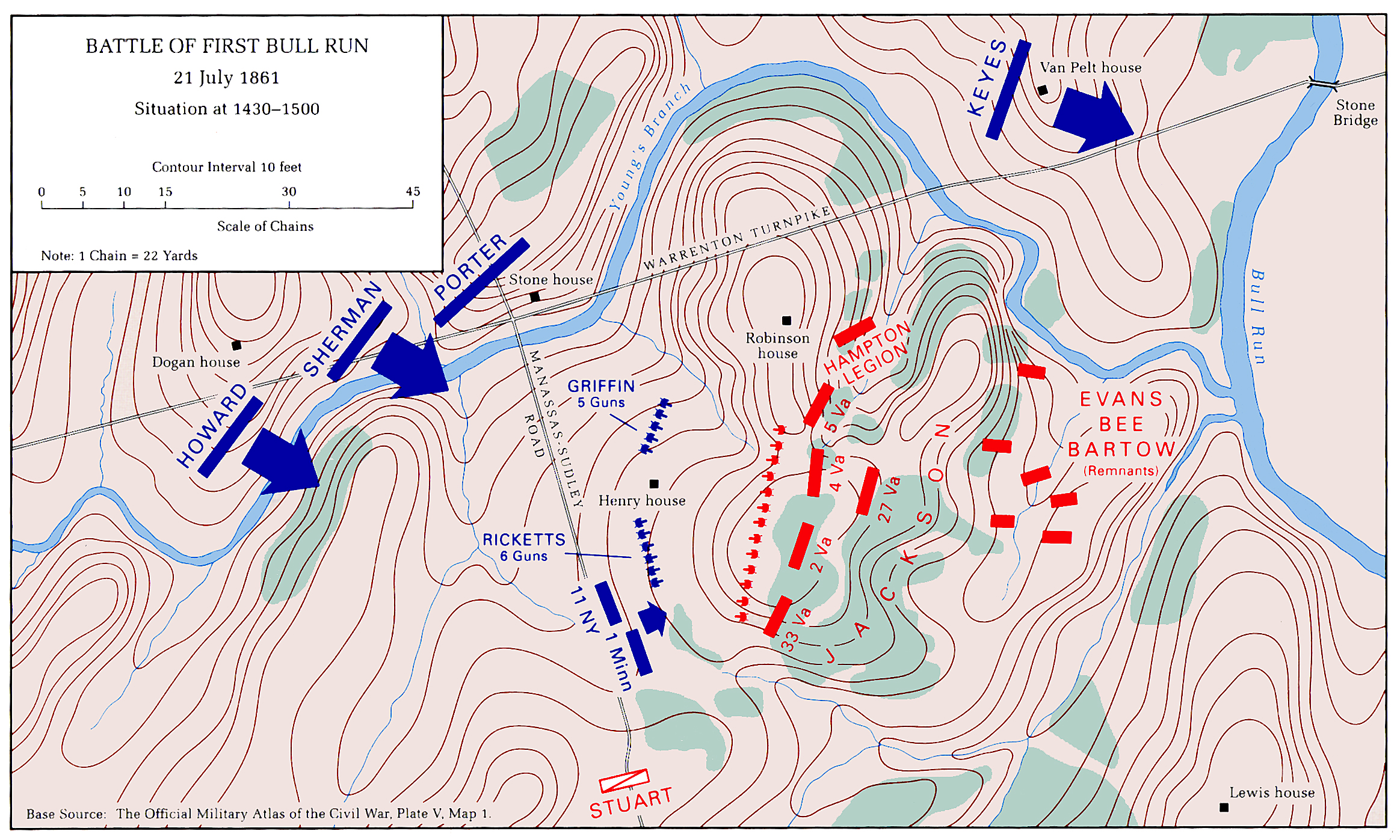
图8：14:30–15:00战况(1861年7月21日)
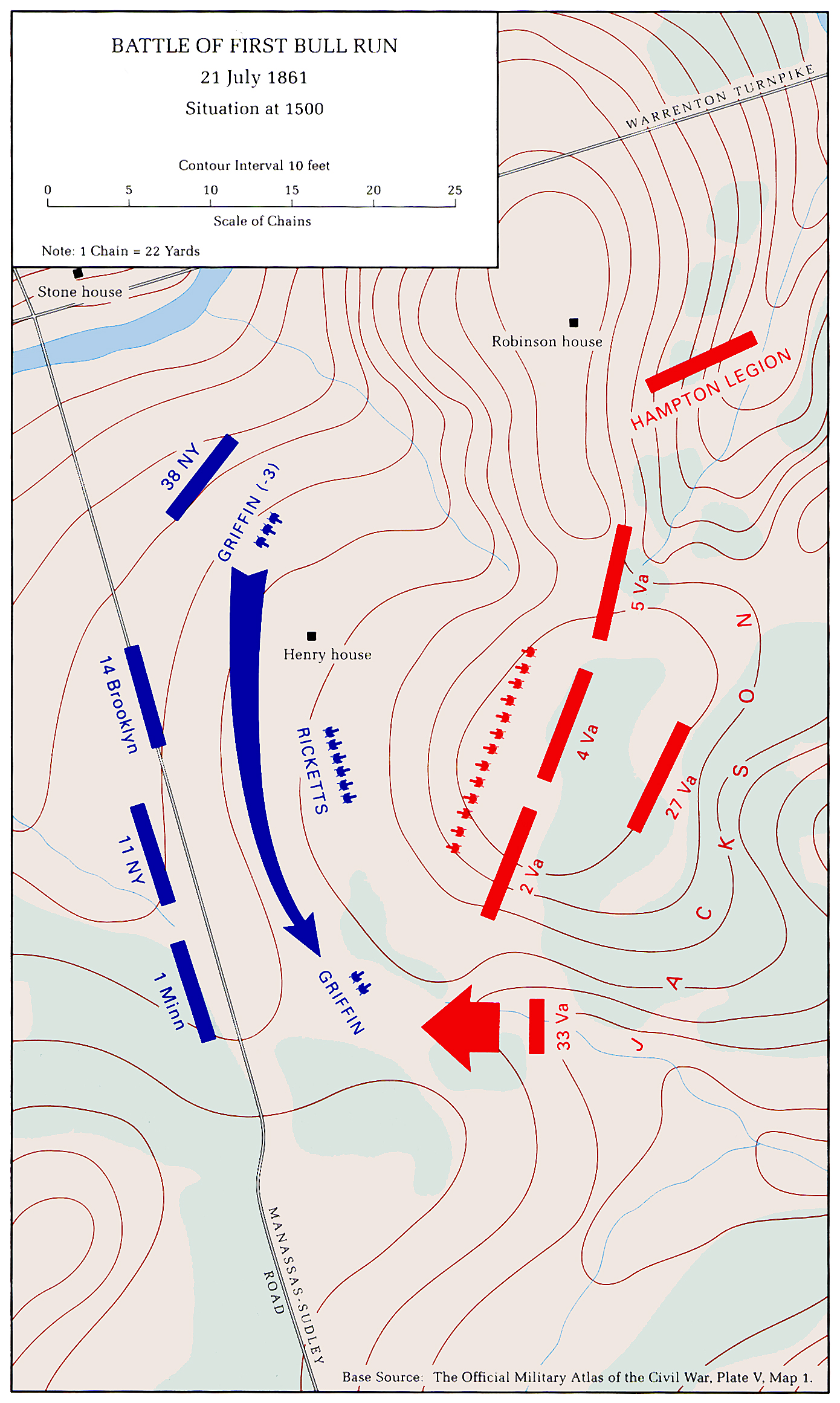
图9：15:00战况(1861年7月21日)
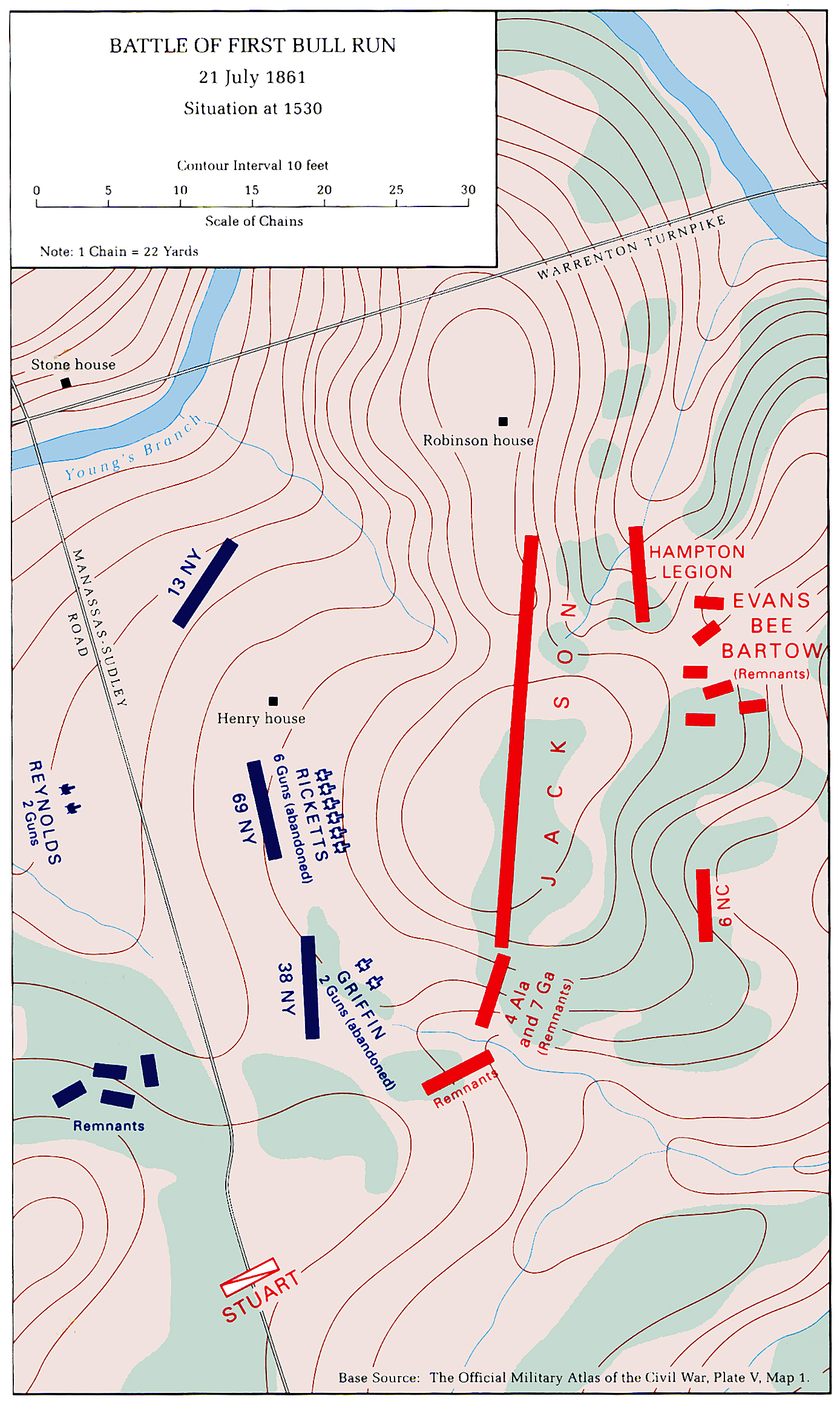
图10：15:30战况(1861年7月21日)
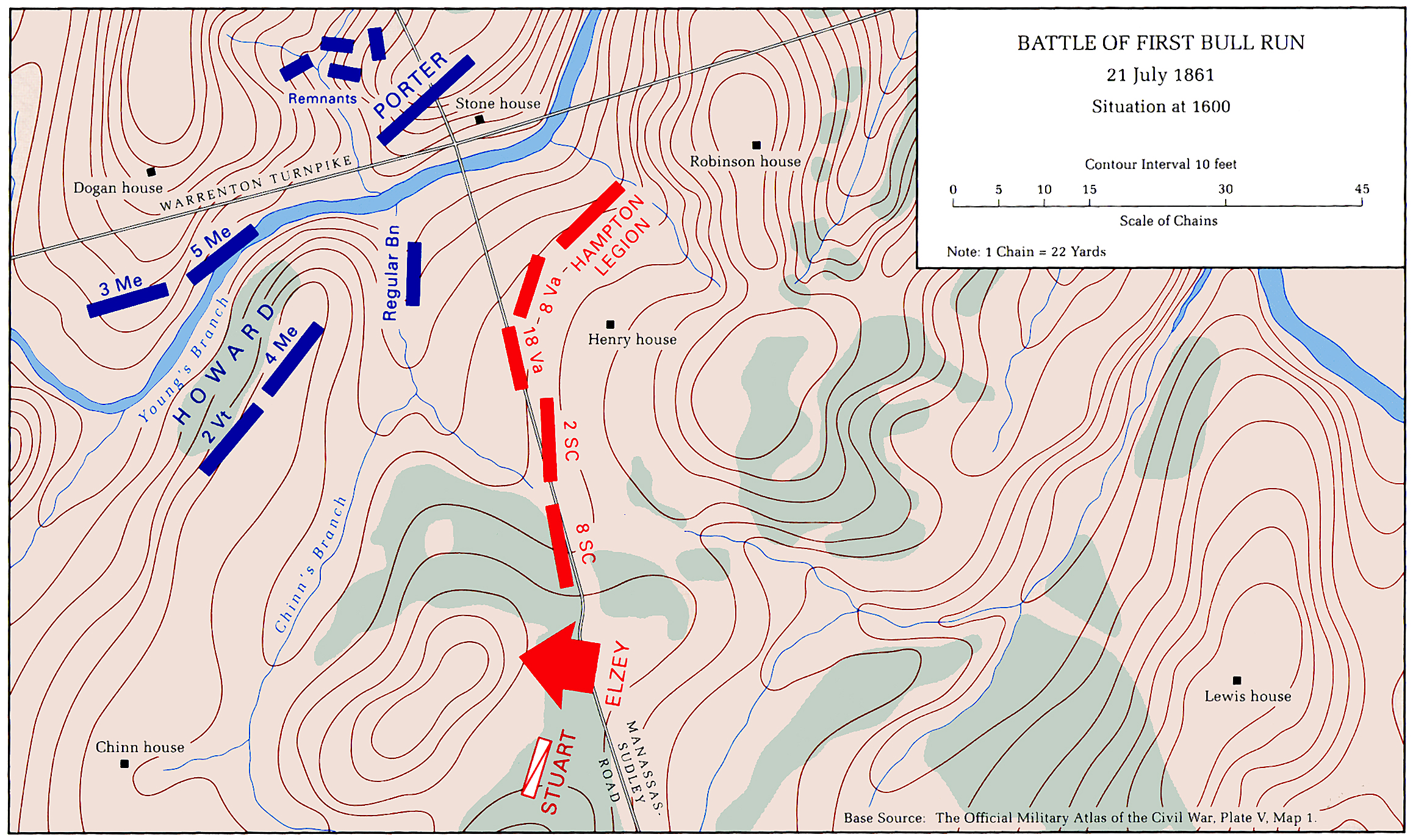
图11：16:00战况(1861年7月21日)
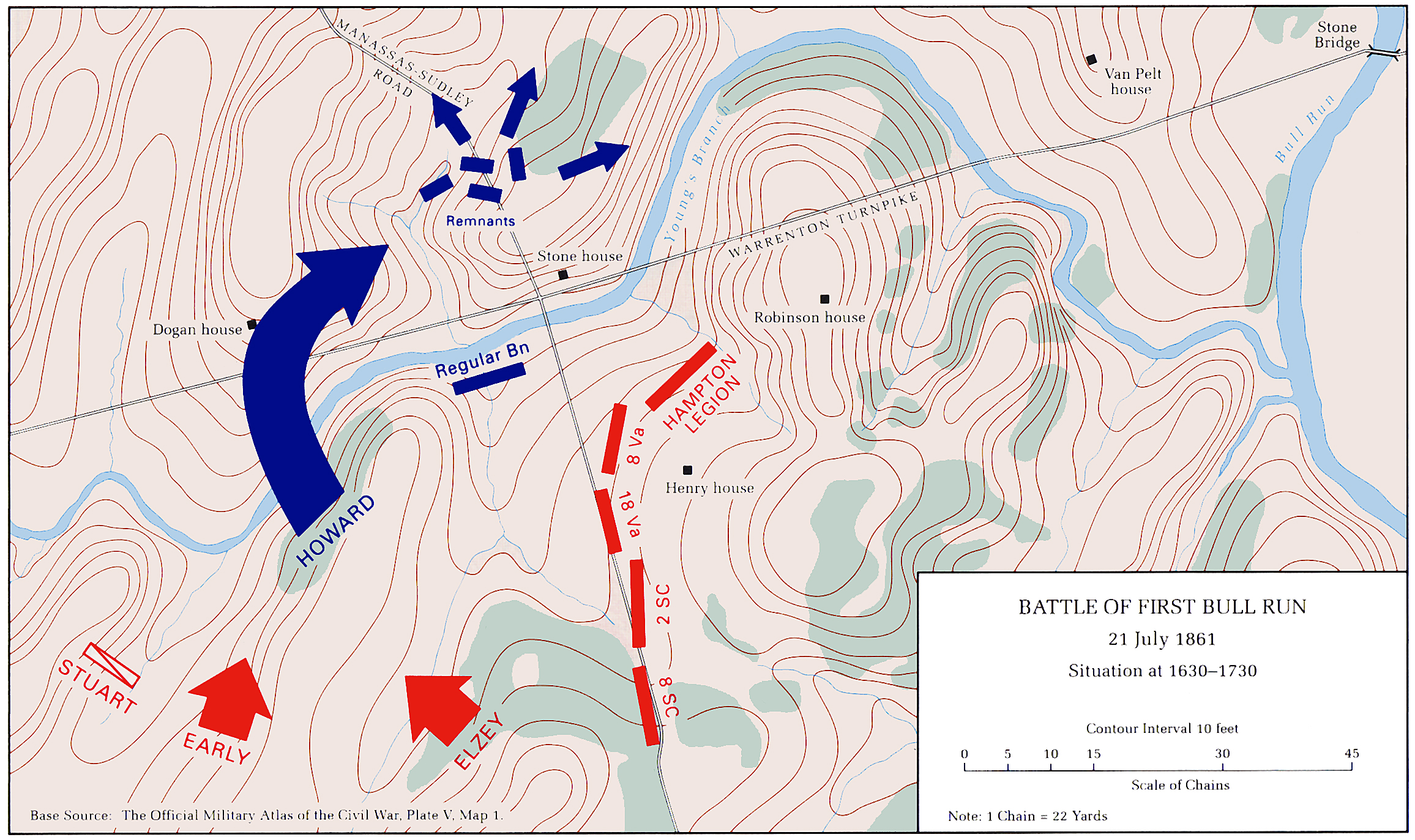
图12：16:30–17:30战况(1861年7月21日)

## 战场保护
战斗地点的一部分现在是马纳萨斯国家战场公园。每年有超过 90 万人访问战场（相比之下，2016 年有 2200 万人访问了附近的华盛顿特区 ）。作为国家公园管理局下属的历史区域，该公园于 1966年10月15日在行政上被列入国家史迹名录。